# Con-way
Con-way, Inc. ist ein US-amerikanisches Logistikunternehmen mit Hauptsitz in Ann Arbor im Bundesstaat Michigan. Die Aktien von Con-way waren bis zur Übernahme an der New Yorker Börse notiert und in den Börsenindizes Dow Jones Composite Average und Dow Jones Transportation Average vertreten. Die Unternehmensgruppe war in Nord- und Südamerika, Asien, Europa und Australien aktiv. 2014 waren bei Con-way insgesamt rund 30.100 Mitarbeiter beschäftigt, der Umsatz lag im selben Jahr bei rund 5 Milliarden US-Dollar. Präsident und Chief Executive Officer war Douglas Stotlar. Con-way trat auch als Sponsor bei NASCAR-Truckrennen auf (in der Vergangenheit beispielsweise bei den Con-way Freight 200 oder Craftsman Truck Series).

## Geschichte
Das Unternehmen führt seine Geschichte zurück auf ein regionales Fuhrunternehmen, das 1929 von Leland James in Portland gegründet wurde. Durch den Zusammenschluss mit weiteren übernommenen Unternehmen entstanden die Consolidated Truck Lines, 1939 in Consolidated Freightways (CF) umbenannt. In den 1990er Jahren expandierte in den Bereich Luftfracht und ins Ausland. 1996 wurde Consolidated Freightways aus der Gruppe abgespalten und ein unabhängiges Unternehmen. Der verbleibende Teil der Gruppe wurde zur CNF, Inc. mit den drei Tochtergesellschaften Menlo Logistics, Emery World Airlines und der neu gegründeten Con-Way. Consolidated Freightways meldete 2002 Insolvenz an. Nachdem in den 1990ern Flugzeuge der Emery World Airlines zweimal aufgrund Wartungsmängeln verunfallten, wurde der Flugbetrieb durch die Aufsichtsbehörde untersagt, 2004 wurde die Linie an UPS verkauft und umfirmiert. 2006 wurde CNF, Inc. in Con-way, Inc. umbenannt. 2007 übernahm Con-way das Unternehmen Contract Freighters, Inc. (CFI).
2011 verlegte Con-way seinen Unternehmenssitz vom kalifornischen San Mateo nach Ann Arbor in Michigan. Im September 2015 kündigte XPO Logistics an Con-way zu übernehmen. Die Übernahme wurde am 30. Oktober 2015 abgeschlossen.